# Flekkerøy IL
El Flekkerøy IL también conocido como Fløy es un equipo de fútbol noruego de la ciudad de Flekkerøy, Kristiansand. Fue fundado el 29 de julio de 1950 y actualmente juega en la 3. Divisjon, cuarta división del fútbol noruego. Aparte del fútbol el Fløy también posee una sección de Balonmano.